# Антоніо Паломіно
Антоніо Паломіно (ісп. Antonio Palomino, повне ім'я Асіскло Антоніо Пеломіно де Кастро-і-Веласкес, ісп. Acisclo Antonio Palomino de Castro y Velasco; 1655, Бухалансе біля Кордови — 12 серпня 1726, Мадрид) — іспанський художник і історіограф іспанських художників. Представник пізнього іспанського бароко, творча манера якого мала впливи творів Луки Джордано, який працював в Іспанії.

## Життєпис

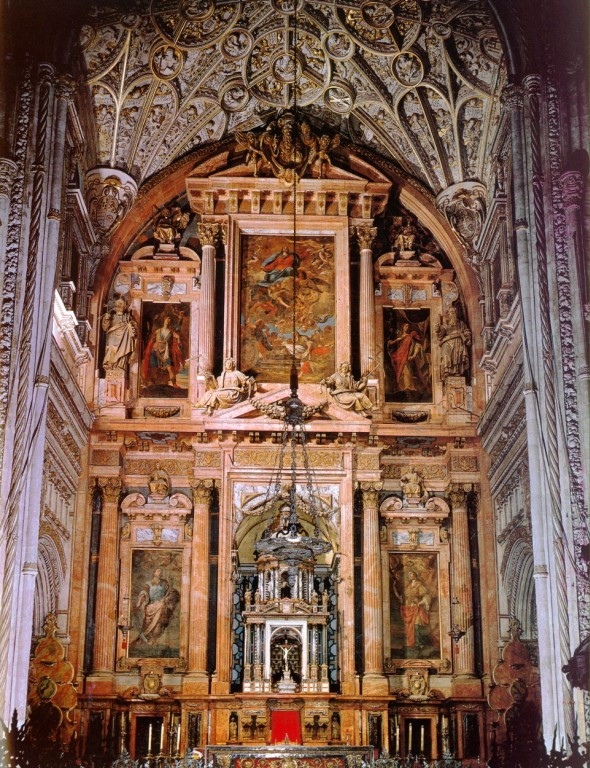
Вівтар в соборі міста Кордови з образами пензля Паломіно

Походить з заможної родини містечка Бухалансе, що біля Кордови. Родина перебралася в Кордову. де віддала хлопця у навчання. Художнє навчання хлопець опановував в майстерні Хуана Вальдеса Леаля, другий його вчитель — Хуан де Альфаро і Гамес. Життєпис останнього чемний учень Антоніо Паломіно створить пізніше.
Перебрався в Мадрид, де одружився і здобув цивільну кар'єру — був членом міської ради. До 1988 року король Іспанії Карл ІІ зробив його придворним художником.
Художня манера Паломіно мала значний вплив італійця Луки Джордано. Працював по замовам в церквах та монастирях Валенсії, Саламанки, Гранади, Кордови.
Після смерті дружини у 1725 році обрав духовну кар'єру і став священиком. Помер в місті Мадрид 12 серпня 1726 року.

## Друкований твір Паломіно

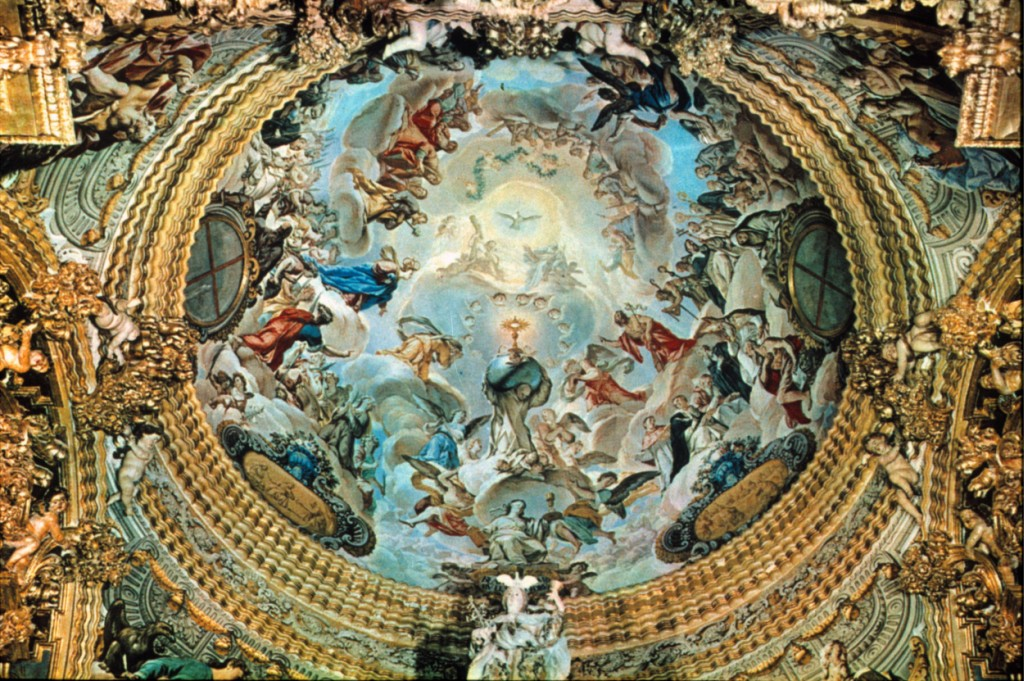
Фреска пензля Паломіно в місті Гранада

Паломіно як художник має незначне значення в мистецтві Іспанії, незважаючи на продуктивність та працю з різними техніками — фреска, олійні фарби, створення ретабло. Найбільш поціновується нащадками та художніми критиками літературний твір Паломіно, особливо третя його частина, де він подав життєписи іспанських художників. Перевидання здійснено у 1988 році.
- Palomino, Antonio El museo pictórico y escala óptica III. El parnaso español pintoresco laureado.. Madrid: Aguilar S.A. de Ediciones. ISBN 84-03-88005-7.(перевидання — 1988 р.).